# Mahmoud Bourguiba
Pour les articles homonymes, voir Bourguiba.
Mahmoud Bourguiba (arabe : محمود بورقيبة), né le 20 août 1909 à Tunis et mort le 22 mai 1956, est un poète tunisien. Il est également parolier, journaliste, animateur de radio et auteur d'émissions littéraires.

## Biographie
Né dans la médina de Tunis, dans le quartier de Tourbet El Bey, il est issu d'une famille modeste d'origine turque, travaillant dans la confection des chéchias ; il commence ses études à l'école coranique puis à la Zitouna et à la Khaldounia. Il vit principalement à Tourbet El Bey et dans la ville de Hammam Lif.